# Sebaea hymenosepala
Sebaea hymenosepala är en gentianaväxtart som beskrevs av Ernest Friedrich Gilg. Sebaea hymenosepala ingår i släktet Sebaea och familjen gentianaväxter. Inga underarter finns listade i Catalogue of Life.